# Хвостосховище

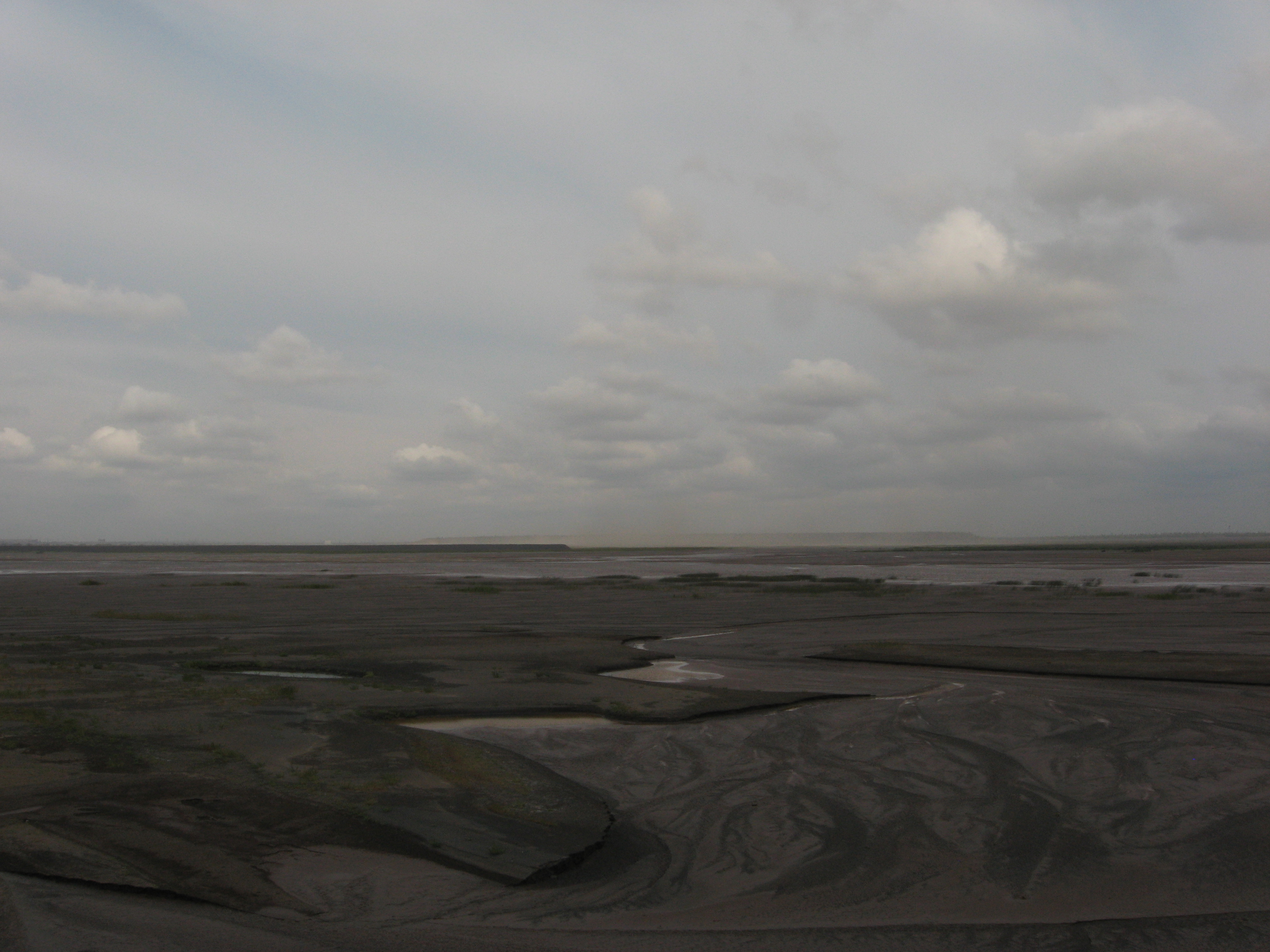
Хвостосховище поблизу селища Авангард, поруч з м. Кривий Ріг

Хвостосхо́вище — це гідротехнічна споруда, комплекс спеціальних споруд та обладнання, які призначені для складування або захоронення радіоактивних, токсичних та інших відвальних відходів збагачення корисних копалин. На гірничо-збагачувальних комбінатах (ГЗК) зі добутої руди отримують концентрат, а відходи переробки переміщують у хвостосховища. Хвости надходять у вигляді пульпи (пісок, вода).
Здебільшого хвостосховище відгороджується дамбою, яка намивається з хвостів і додатково зміцнюється. У хвостосховищі відбувається процес поступового осідання твердої фази хвостів, іноді за допомогою спеціально додавання реагентів — коагулянтів та флокулянтів. Відстояна вода піддається очищенню та скидається у локальні водойми або повертається на збагачувальну фабрику для технологічних потреб.